# Diceratostele gabonensis
Diceratostele gabonensis – gatunek roślin z monotypowego podplemienia Diceratostelinae, z monotypowego rodzaju Diceratostele z rodziny storczykowatych (Orchidaceae). Są to rośliny wieloletnie, rosnące głównie w wilgotnym klimacie tropikalnym. Rośliny występują w Kamerunie, Gabonie, Wybrzeżu Kości Słoniowej, Liberii i Demokratycznej Republice Konga.

## Systematyka
Gatunek sklasyfikowany do podplemienia Diceratostelinae w plemieniu Triphoreae, podrodzina epidendronowe (Epidendroideae), rodzina storczykowate (Orchidaceae), rząd szparagowce (Asparagales) w obrębie roślin jednoliściennych.